# Bahia Rural
Bahia Rural é um telejornal rural matutino brasileiro produzido pela Rede Bahia de Televisão. e É exibido nas manhãs de domingo após o programa Santa Missa e retransmitidos pelas filiadas da Rede (TV Oeste, TV São Francisco, TV Santa Cruz, TV Subaé, TV Sudoeste). Retrata o universo do campo, apresentando notícias que interessam ao agricultor, como notícias do agronegócio da Bahia. Desde 2021 tem a apresentação de Georgina Maynart, mas já foi apresentado por Valber Carvalho entre 1999 e 2019 e por José Raimundo entre 2019 e 2021.
O programa estreou em 29 de agosto de 1999, apresentado por Valber Carvalho. Em 4 de junho de 2019, Valber encerrou o contrato com a TV Bahia após duas décadas de trabalho na emissora. Assim, a mesma anunciou uma nova versão do programa, com novos grafismos e cenário, apresentada desta vez por Georgina Maynart (que já estava na equipe do programa como repórter) e José Raimundo, repórter da emissora conhecido por fazer reportagens especiais para programas da TV Globo, como o Globo Repórter. Desde 10 de janeiro de 2021, é apresentado somente por Georgina Maynart, após José Raimundo deixar a TV Bahia. Diferente dos outros programas, há maior visibilidade do interior baiano, não só pelas atividades agropecuárias, mas também pela culinária e cavalgadas. Dentro do tema, numa linguagem simples, se dá a divulgação científica em torno da área rural, desde das tecnologias às soluções ambientais e questões de sustentabilidade.